# Chonostropheus seminiger
Chonostropheus seminiger là một loài bọ cánh cứng trong họ Rhynchitidae. Loài này được Reitter miêu tả khoa học năm 1880.